# Hồ Ngàn Trươi
Hồ Chứa Nước Ngàn Trươi (Công trình Thủy lợi Ngàn Trươi – Cẩm Trang) là một hồ nước nhân tạo tại huyện Vũ Quang, tỉnh Hà Tĩnh. Công trình hồ chứa nước Ngàn Trươi (thuộc dự án hệ thống thủy lợi Ngàn Trươi - Cẩm Trang) được khởi công vào tháng 6/2009 với tổng mức đầu tư trên 7.857 tỷ đồng do Bộ Nông nghiệp và Phát triển Nông thôn làm chủ đầu tư, Tổng công ty tư vấn xây dựng Thủy lợi Việt Nam là đơn vị Tư vấn khảo sát thiết kế, có dung tích 775 triệu m3 nước, cao trình đập 53,9m, bề rộng đỉnh đập 12m, là hồ chứa nước lớn nhất Hà Tĩnh và là một trong ba hồ chứa nước lớn nhất Việt Nam đến thời điểm hiện nay (chỉ sau hồ Dầu Tiếng và hồ Cửa Đạt).
Diện tích ngập nước khoảng 40km2, chủ yếu rơi vào khu vực rừng của Vườn quốc gia Vũ Quang; cung cấp nước tưới cho 32.585 ha đất canh tác nông nghiệp cho 8 huyện trong tỉnh.
Dự án tạo môi trường nuôi trồng khoảng 5.991ha thủy sản; cung cấp nguồn nước cho mỏ sắt Thạch Khê; giảm lũ và cải tạo môi trường sinh thái hạ du và phát triển du lịch.
Hồ được bao bọc chủ yếu bởi rừng núi của Vườn quốc gia Vũ Quang. Phía thượng nguồn còn có di tích của Phan Đình Phùng như Bia tưởng niệm Phan Đình Phùng, Đền thờ Phan Đình Phùng và Đồn Biên phòng 9999. Phía hạ lưu là dân cư thị trấn Vũ Quang cách cống xã gần nhất 375m.
Ngoài mục đích thủy lợi thì Hồ Chứa Nước Ngàn Trươi hiện nay còn là địa điểm thu hút khách du lịch đến tham quan bởi vì thắng cảnh hồ và núi rừng rất đẹp và đặc biệt là địa điểm checkin rất thích thú của các bạn trẻ.